# 유방 (영양후)
유방(劉方, ? ~ ?)은 전한의 제후로, 노공왕의 후손이다.

## 생애
아버지 유호의 뒤를 이어 영양후(寧陽侯)에 봉해졌다.

## 출전
- 반고, 《한서》 권15상 왕자후표 上

| 선대 아버지 영양효후 유호 | 전한의 영양후 ? ~ ? | 후대 (불명) |